# 道北路街道
道北路街道是中华人民共和国河南省洛陽市老城区下辖的一个街道办事处。

## 行政区划
道北路街道下辖以下村级行政区划单位：
道北社区、隧道集团社区、春都社区和建华社区。